# Melanonus gracilis
Melanonus gracilis is een straalvinnige vissensoort uit de familie van de Melanonidae. De wetenschappelijke naam van de soort werd in 1878 gepubliceerd door Albert Günther.